# Mouvement pour un cyclisme crédible
Le Mouvement pour un cyclisme crédible (MPCC) est une association lancée mardi 24 juillet 2007 par sept équipes cyclistes professionnelles : AG2R Prévoyance, Agritubel, Bouygues Telecom, Cofidis, Crédit agricole, Française des jeux et Gerolsteiner. Les équipes Rabobank et T-Mobile se sont jointes au mouvement lors de sa création officielle en marge des Championnats du monde de cyclisme à Stuttgart le 28 septembre 2007.
Le MPCC a pour but de défendre l'idée d'un cyclisme propre, en se basant notamment sur le strict respect du code éthique mis en place par l'UCI.
Le MPCC est présidé par Roger Legeay. Iwan Spekenbrink (DSM) et Vincent Lavenu (AG2R Citroën) en sont vice-président, Philippe Senmartin (Total Direct Énergie) secrétaire et Sébastien Hinault (Arkéa-Samsic) trésorier.

## La création du mouvement
Le 5 juillet, à la veille du départ du Tour de France 2007 à Londres, huit formations quittent précipitamment la réunion de l'association des équipes professionnelles, l'AIGCP : il s'agit de AG2R Prévoyance, Agritubel, Bouygues Telecom, Cofidis, Crédit agricole, Française des jeux, Gerolsteiner et T-Mobile. Ces équipes protestent contre le fait que les décisions pourtant prises à l'unanimité par l'AIGCP concernant le dopage et la charte éthique ne sont pas appliquées.
Le 24 juillet, jour de la deuxième journée de repos sur le Tour 2007, ces équipes, moins la T-Mobile dans un premier temps dont l'image a été atteinte quelques jours auparavant par la révélation du contrôle positif de Patrik Sinkewitz à la testostérone, décident de créer le Mouvement pour un cyclisme crédible.
Toutes les équipes adhérant à l'éthique du MPCC sont invitées par les 7 créatrices à rejoindre l'organisation si elles le souhaitent. Ainsi, l'équipe néerlandaise Rabobank a rejoint le mouvement lors de sa création officielle.

## Ambitions
L'objet du Mouvement pour un Cyclisme Crédible est un strict respect du code éthique. Les équipes vont même plus loin. Elles interdiront par exemple à tout coureur de courir pendant 15 jours si ce coureur est malade et nécessite une infiltration aux corticoïdes. Il sera alors en arrêt de travail.

## Vie du mouvement
Le jour même de sa création, le MPCC eut matière à s'exprimer. Quelques heures à peine en effet après l'annonce de la création de l'association, le contrôle positif d'Alexandre Vinokourov était révélé. L'occasion pour les coureurs des équipes membres du MPCC d'organiser un « sit-in » de quelques minutes au départ de l'étape du lendemain, mercredi 25 juillet.
Le MPCC a cependant connu un épisode douloureux, ce même mercredi 25 juillet. Le contrôle positif à la testostérone de Cristian Moreni, coureur de l'équipe Cofidis, révélé le soir de l'étape, a conduit la formation française, membre du MPCC, à se retirer du Tour de France. La crédibilité du MPCC, à peine né, a été atteinte par ce cas de dopage.
En septembre 2009, l’équipe Columbia est exclue pour manquement à l'éthique du mouvement.
En octobre 2012, Rabobank qui sponsorise l'équipe du même nom annonce quitter le cyclisme. Quelques jours plus tard, le MPCC annonce que 5 nouvelles équipes rejoignent le mouvement : Lotto-Belisol, Sojasun, NetApp, Orica-GreenEDGE et IAM.
En juin 2013, l'équipe Europcar est exclue temporairement à la suite d'une cortisolémie trop basse du coureur Pierre Rolland.
En juin 2015, à la suite d'un communiqué du MPCC, accusant l'équipe Bardiani CSF d'avoir engagé sur les routes du Tour d'Italie 2015 un coureur ayant une cortisolémie trop faible, le manager de l'équipe Bruno Reverberi décide de quitter ce mouvement.
En juillet 2015, le MPCC observe une cortisolémie effondrée chez Lars Boom, le Néerlandais de l'équipe Astana  et, conformément à son règlement, demande à l'équipe kazakhe de retirer Boom, coéquipier du lauréat du Tour 2014 Vincenzo Nibali, de sa liste de départ du Tour de France 2015. L'équipe Astana ne se conforme pas à la décision et décide d'aligner le coureur. Elle est exclue du MPCC en septembre 2015. L'équipe italienne Vini Zabù est elle exclue en octobre 2015 pour ne pas avoir respecté ses engagements.
En février 2016, deux équipes World Tour, Katusha, pour éviter une suspension, et Orica-GreenEDGE, voulant se rapprocher d'une autre organisation officielle, se retirent du mouvement. En 2017, six équipes et une fédération nationale rejoignent le MPCC.

## Équipes membres
En 2024, sont notamment membres du MPCC :
- 8 équipes World Tour :

- Arkéa-B&B Hotels
- Bora-Hansgrohe
- Cofidis
- Decathlon AG2R La Mondiale
- dsm-firmenich PostNL
- EF Education-EasyPost
- Groupama-FDJ
- Intermarché-Wanty

- 15 équipes continentales professionnelles :

- Bingoal WB
- Burgos-BH
- Caja Rural-Seguros RGA
- Corratec-Vini Fantini
- Euskaltel-Euskadi
- Flanders-Baloise
- Israel-Premier Tech
- Kern Pharma
- Lotto Dstny
- Novo Nordisk
- Q36.5
- TotalEnergies
- Tudor
- Uno-X Mobility
- VF Group-Bardiani CSF-Faizané

- 18 équipes continentales

- Arkéa-B&B Hotels
- Bingoal WB Devo
- China Glory-Mentech Continental
- CIC U Nantes Atlantique
- Coop-Repsol
- Decathlon AG2R La Mondiale Development
- dsm-firmenich PostNL
- Groupama-FDJ Continentale
- Lotto Dstny Development
- Nice Métropole Côte d'Azur
- Novo Nordisk Development
- Project Echelon Racing
- Q36.5 Continental
- Saint Michel-Mavic-Auber 93
- Tudor
- Uno-X Mobility Development
- Van Rysel-Roubaix
- Vini Monzon-Savini Due-Omz

- 4 équipes féminines World Tour

- dsm-firmenich PostNL
- FDJ-Suez
- Human Powered Health
- Uno-X Mobility

- 13 équipes féminines continentales

- Arkéa-B&B Hotels
- Cofidis
- Coop–Repsol
- Doltcini O'Shea
- Duolar-Chevalmeire
- EF Education-Cannondale
- Grand Est–Komugi–La Fabrique
- Laboral Kutxa-Fundación Euskadi
- Lifeplus Wahoo
- Lotto Dstny Ladies
- Saint Michel-Auber 93
- VolkerWessels Women's
- Winspace

- 12 organisateurs de course

- Boucles de la Mayenne
- Cholet Agglo Tour
- Chrono des Nations
- Grand Prix de Wallonie
- Région Pays de la Loire Tour
- Route Adélie de Vitré
- Route d'Occitanie
- Tour de l'Ain
- Tour de Wallonie
- Tour du Finistère
- Tour du Japon
- Tour du Valromey

- 4 fédérations nationales

- Fédération allemande de cyclisme
- Fédération française de cyclisme
- Fédération israélienne de cyclisme
- Fédération du Sport Cycliste Luxembourgeois (en)